# خانه محمد اسحاق عسگری ماسوله
خانه محمد اسحاق عسگری ماسوله مربوط به دوره معاصر است و در شهرستان فومن، شهرک تاریخی ماسوله واقع شده و این اثر در تاریخ ۲۵ اسفند ۱۳۸۰ با شمارهٔ ثبت ۵۲۶۰ به‌عنوان یکی از آثار ملی ایران به ثبت رسیده است.